# Blåjackor (film, 1945)
Blåjackor är en svensk komedifilm från 1945 i regi av Rolf Husberg. Filmen är baserad på operetten Blåjackor av Lajos Lajtai. I huvudrollerna ses Nils Poppe, Annalisa Ericson, Karl-Arne Holmsten och Cécile Ossbahr.

## Handling
Filmen är en humoristisk sång- och dansfilm med kärlekshistorier och förvecklingar. Nils Poppe spelar Kalle Svensson, furir vid flottan, och hans käraste, gymnastiklärarinna Nanette Raquette, spelas av Annalisa Ericson.

## Om filmen
Filmen baseras på operetten Blåjackor av Lajos Lajtai som uppfördes på Oscarsteatern 1942. Redan den 17 april det året presenterade Tidningen Se (nr 16) nyheten att uppsättningen med dess huvudrollsinnehavare skulle kunna bearbetas till biofilm av Svensk Talfilm. Rubriken löd: "Blåjackor - Sveriges första operettfilm?".
Inspelningen skedde med ateljéfilmning i Filmstaden och med exteriörer filmade i Saltsjö-Duvnäs, Saltsjöbaden och ombord på pansarkryssaren Fylgia.
Filmen premiärvisades den 23 oktober 1945 på China i Stockholm.

## Rollista (i urval)
Källa: 
- Nils Poppe - Kalle Svensson, furir vid flottan
- Annalisa Ericson - Nanette Raquette, gymnastiklärarinna vid Björkhamns flickinternat
- Karl-Arne Holmsten - Klas Bergsten, sjöofficersaspirant
- Cécile Ossbahr - Greta Wallenius, elev vid flickinternatet
- Tollie Zellman - fru Fanny Hammar, Gretas faster
- Gösta Cederlund - kommendörkapten Göran Bergsten, Klas far, befälhavare på pansarkryssaren Fylgia
- Håkan Westergren - kommendörkapten Lilja, Bergstens företrädare
- Henrik Schildt - löjtnant Wikström
- Elof Ahrle - en mycket "rolig" löjtnant vid flottan
- John Botvid - telereparatören